# Wappen der Turkmenischen SSR
Das Wappen der Turkmenischen SSR basiert auf dem Staatswappen der Sowjetunion. Es zeigt Symbole der Landwirtschaft (Baumwolle und Ähren) und der Schwerindustrie (Ölförderanlagen) sowie ein Symbol der Religion (einen Koran aus dem Islam). Die aufgehende Sonne steht für die Zukunft des Landes Turkmenistan, der Stern sowie Hammer und Sichel für den Sieg des Kommunismus und der „weltweiten sozialistischen Staatengemeinschaft“.
Auf dem Spruchband ist das Motto „Proletarier aller Länder, vereinigt Euch!“ in den Sprachen Russisch und Turkmenisch angegeben. Im Turkmenischen der Sowjetzeit wurde der Satz „Әxли юртлариң пролетарлары, бирлешиң!“ geschrieben (in der heutigen Lateinschrift „Ähli ýurtlaryň proletarlary, birleşiň!“), auf Russisch lautet er «Пролетарии всех стран, соединяйтесь!»
Die Abkürzung des Landes ist nur einmal angegeben, da sie im Russischen und Turkmenischen gleich lautet.